# Кранц, Кристль
Кристль Франциска Антонина Кранц (нем. Christl Franziska Antonia Cranz; 1 июля 1914, Брюссель — 28 сентября 2004, Оберштауфен) — немецкая горнолыжница, выступавшая в 1930-х годах. Олимпийская чемпионка 1936 года, 12-кратная чемпионка мира (рекорд среди женщин и мужчин).

## Карьера
Кристль Кранц родилась в 1914 году в Брюсселе. После начала Первой мировой войны семья переехала в Ройтлинген, где Кристль и научилась кататься на лыжах.
Кранц училась на филолога, что не помешало ей сделать удачную спортивную карьеру. В 1934 году он выиграла два золота и серебро на чемпионате мира в Санкт-Морице. Со всех чемпионатов мира, в которых она участвовала (сборная Германии бойкотировала чемпионат мира 1936 года в Австрии) немка привозила как минимум по два золота, а в 1937 году в Шамони и в 1939 году в Закопане и вовсе становилась абсолютной чемпионкой мира.
В 1936 году Кранц стала первой в истории олимпийской чемпионкой по горнолыжному спорту, выиграв соревнования в комбинации. После скоростного спуска она была шестой, проигрывая 16 секунд норвежке Шу Нильсен, но в двух слаломных попытках показала лучший результат и смогла компенсировать своё отставание.
Завершила карьеру в 1941 году, после двух золотых медалей на чемпионате мира, результаты которого в дальнейшем были отменены.
После Олимпийских игра Кристль стала лицом Союза немецких девушек. В 1943 году вышла замуж за лётчика-истребителя Адольфа Борхерса. Брат спортсменки Рудольф Кранц также был горнолыжником, участвовал в Олимпиаде 1936 года, погиб 22 июня 1941 года на восточном фронте.
После войны Кристль Кранц за сотрудничество с нацистами была арестована и приговорена к 11 месяцам принудительных работ. В середине 1950-х годов была тренером горнолыжной сборной Германии, на Олимпийских играх 1960 и 1964 года была судьёй в соревнованиях горнолыжников.